# Noret (Fåborg)
Noret är en sjö/lagun i Danmark.   Den ligger i Fåborg-Midtfyns kommun i Region Syddanmark, i den södra delen av landet, 170 km väster om huvudstaden Köpenhamn. Noret ligger 0,2 meter över havet. Området är naturreservat. Tvärs över sjön går vägen till färjeläget i Bøjden.
Bøjden Nor är ett Natura 2000 område.  